# Gabunoscia feai
Gabunoscia feai är en kräftdjursart som beskrevs av Helmut Schmalfuss och Franco Ferrara 1978. Gabunoscia feai ingår i släktet Gabunoscia och familjen Philosciidae. Inga underarter finns listade i Catalogue of Life.